# Pinacotarsus proximus
Pinacotarsus proximus là một loài bọ cánh cứng trong họ Bọ hung (Scarabaeidae).